# Brignoliella sarawak
Espèce
Brignoliella sarawak est une espèce d'araignées aranéomorphes de la famille des Tetrablemmidae.

## Distribution
Cette espèce est endémique du Sarawak en Malaisie,.

## Description
La femelle holotype mesure 1,36 mm.

## Étymologie
Son nom d'espèce lui a été donné en référence au lieu de sa découverte, le Sarawak.

## Publication originale
- Shear, 1978 : Taxonomic notes on the armored spiders of the families Tetrablemmidae and Pacullidae. American Museum novitates, no 2650, p. 1-46 (texte intégral).